# Flughafen Villavicencio

i8
i11
i13
Der Flughafen Villavicencio (spanisch: Aeropuerto Vanguardia; IATA-Code: VVC, ICAO-Code: SKVV) ist ein öffentlicher Flughafen, 3 km nordöstlich von Villavicencio im kolumbianischen Departamento del Meta entfernt.

## Flughafendaten
Der Flughafen hat eine Asphaltpiste mit 2500 m Länge und 30 m Breite. Die Seehöhe beträgt 416 m.

## Geschichte
Der Aeropuerto Vanguardia wurde am 28. Februar 1949 eröffnet.
Im Jahr 2008 wurden Verbesserungen an den Einrichtungen des Passagierterminals, der Bau des Frachtterminals und die Erweiterung der Start- und Landebahn um etwa 500 Meter von 2000 Metern auf 2500 Meter vorgenommen.

## Flugbetrieb
Im Jahr 2021 wurden insgesamt 134.289 Passagiere befördert, 1.607 Tonnen Fracht transportiert, und 13.841 Flugbewegungen ausgeführt.
Avianca, Satena, Wingo und Clic Air (ehemals EasyFly) sind die wichtigsten Fluggesellschaften für den Flughafen.

## Zwischenfälle
- Am 7. Juli 1985 fiel bei einer Douglas DC-3A der kolumbianischen Fluggesellschaft LACOL Colombia mit dem Luftfahrzeugkennzeichen HK-1340 beim Steigflug das Triebwerk Nr. 2 (rechts) aus. Die DC-3 kollidierte mit Bäumen, schlug auf dem Boden auf und fing Feuer. Drei von sechs Insassen verloren das Leben.[6]

- Am 29. September 1991 überdrehte an einer Curtiss C-46A-45-CU Commando der CORAL Colombia (HK-3238) kurz nach dem Start vom Flughafen Villavicencio-La Vanguardia das Triebwerk Nr. 2 (rechts). Die Rückkehr zum Startflughafen gelang nicht mehr. Bei der Notlandung 1,5 Kilometer nordöstlich davon geriet das Flugzeug in einen Graben, zerbrach und fing Feuer. Von den 10 Insassen auf dem angeblichen „Frachtflug“ kam ein Passagier ums Leben, alle vier Besatzungsmitglieder und die restlichen 5 Passagiere überlebten.[7]

- Im Februar 1994 (genaues Datum unbekannt) wurde eine Douglas DC-6BF der kolumbianischen Aerosol (HK-3874X) bei der Landung auf dem Flughafen Villavicencio irreparabel beschädigt. Alle Insassen, Besatzungsmitglieder und Passagiere, überlebten den Unfall.[8]

- Am 24. Mai 1994 stürzte eine Douglas DC-3A der Transoriente Colombia (HK-2213) beim Versuch einer Notlandung auf dem Flughafen Villavicencio ab, nachdem zwei Minuten nach dem Start beide Triebwerke ausgefallen waren. Alle drei Crewmitglieder und vier der 26 Passagiere kamen ums Leben.[9]

- Am 9. Mai 1995 wurde eine Curtiss C-46F-1-CU Commando der kolumbianischen COINCO – Cooperativa Interregional de Colombia (HK-3079-G) beim Versuch eines Sichtanflugs auf den Flughafen Villavicencio 5,1 Kilometer nördlich davon in einen Hügel geflogen. Das Wetter war schlecht, mit starkem Regen und einer Sicht von 1000 Metern. Durch diesen CFIT (Controlled flight into terrain) wurden alle 9 Insassen getötet, die beiden Besatzungsmitglieder und 7 Passagiere.[10]

- Am 9. März 2019 stürzte eine Douglas DC-3 der kolumbianischen Fluggesellschaft Laser Aereo Colombia (HK-2494) auf dem Weg von San José del Guaviare zum Flughafen Villavicencio (Kolumbien) beim Landeanflug auf Villavicencio ab. Alle 14 Insassen kamen ums Leben.[11]